# S Ориона
S Ориона — звезда в созвездии Ориона на расстоянии 1565 световых лет от Земли.
S Ориона представляет собой крупную массивную звезду, красный гигант, которая пульсирует с циклом 420 дней, её диаметр варьирует в пределах от 1,9 до 2,3 астрономических единиц. S Ориона относится к классу мирид — пульсирующих переменных звёзд, названных в честь звезды Мира из созвездия Кита.